# Поспелов, Александр Петрович
Александр Петрович Поспелов (19 сентября (1 октября) 1875, Богородицк, Тульская губерния — 1948, Москва) — физик, профессор, ректор.

## Биография
В 1899 году А. П. Поспелов окончил математическое отделение физико-математического факультета Императорского Варшавского университета. С 1 сентября 1899 года — старший лаборант кафедры физики Варшавского политехнического института. 27 июля 1907 года Фридрихо-Александровским университетом в Эрлангене (Германия) был удостоен степени доктора философии после защиты диссертации «О спектрах испускания в отрицательном свете и положительной полосе у металлических паров». С августа 1907 года работал на кафедре физики в Донском политехническом институте, затем с августа 1908 года работал в Варшавском политехническом институте, где читал курс термодинамики на механическом, горном и химическом отделениях. 10 мая 1910 года в Варшавском университете защитил диссертацию prorenia legendi «Спектры испускания паров металлов Cd и Zn в положительном и отрицательном свете разряда» и вскоре получил звание приват-доцента физики. 
С 1911 года — и. д. экстраординарного, с 1916 года — и. д. ординарного профессора кафедры физики Императорского Томского университета. 29 марта 1915 года в совете физико-магематического факультета Петроградского университета защитил диссертацию «Фосфоресценция. Ч. 1. Закон убывания яркости света фосфоресценции» на ученую степень магистра физики.
В 1917 году А. П. Поспелов был избран деканом физико-математического факультета Томского университета. В 1918—1921 годах — ректор Томского университета. С 1 июня 1922 года — профессор Донского (Ростовского) университета. В 1924—1934 годах — профессор Воронежского университета и Воронежского сельскохозяйственного института. В 1934 году А. П. Поспелов переехал в Москву, где преподавал в ряде столичных вузов (в том числе, в МИСиСе). В 1941—1943 годах был эвакуирован в Сибирский металлургический институт в город Сталинск.
Похоронен на Введенском кладбище (19 уч.).

## Награды
- орден Святого Станислава III степени (1903);
- орден Святой Анны III степени (1907);
- орден Святого Станислава II степени (1913);
- орден Святого Владимира IV степени (1916);
- орден Святой Анны II степени (1916);
- медаль в память 300-летия царствования Дома Романовых (1913).

## Почетные звания
Заслуженный деятель науки РСФСР.
Чин по табели о рангах (до 1917)-Действительный статский советник (1912).

## Труды
- Простой влажностимер (конденсационный гигрометр) и таблица относительной влажности // Известия Томского университета. 1913. Кн. 51;
- Опыт Фуко // Известия Томского университета. 1913. Кн. 51;
- Применение метода свободно падающей системы к определению времени действия упругих сил работающей пружины // Известия Томского университета. 1913. Кн. 51. (Отд. изд. Томск, 1913);
- Обращение проявлений силы тяжести в системе, движущейся вертикально вниз с ускорением, большим ускорения свободного падения // Известия Томского университета. 1913. Кн. 51. (Отд. изд. Томск, 1913);
- К вопросу о состоянии тел в ускоренно движущейся по вертикальному направлению системе. Варшава, 1913;
- К вопросу об атомистическом строении электричества // Труды общества естествоиспытателей и врачей при Томском университете за 1912 год. Томск, 1913;
- Об относительной потере веса тел в падающей системе // Труды общества естествоиспытателей и врачей при Томском университете за 1912 год. Томск, 1913;
- Объективное представление молекулярного движения // Труды общества естествоиспытателей и врачей при Томском университете за 1912 год. Томск, 1913;
- Üeber eine lichtelektrische Methode bei der Untersuchung des Phosphoreszenzlichtes bei einigen organischen Korpern und kunstlichen Phosphoren // Sitzungsbericht der *Physikalisch-medizinischen Sozietat in Erlangen. 1914. Bd. 45;
- Фосфоресценция. Ч. I. Закон убывания яркости света фосфоресценции // Известия Томского университета. 1915. Кн. 61;
- Отчет о заграничной командировке с целью эксперим. работы в физ. ин-те Эрлангенского ун-та // Известия Томского университета. 1915. Кн. 61;
- Гармония аккордов и их мат. исчерпывание // Известия Томского университета. 1919. Кн. 70.